# Giacomo Devoto

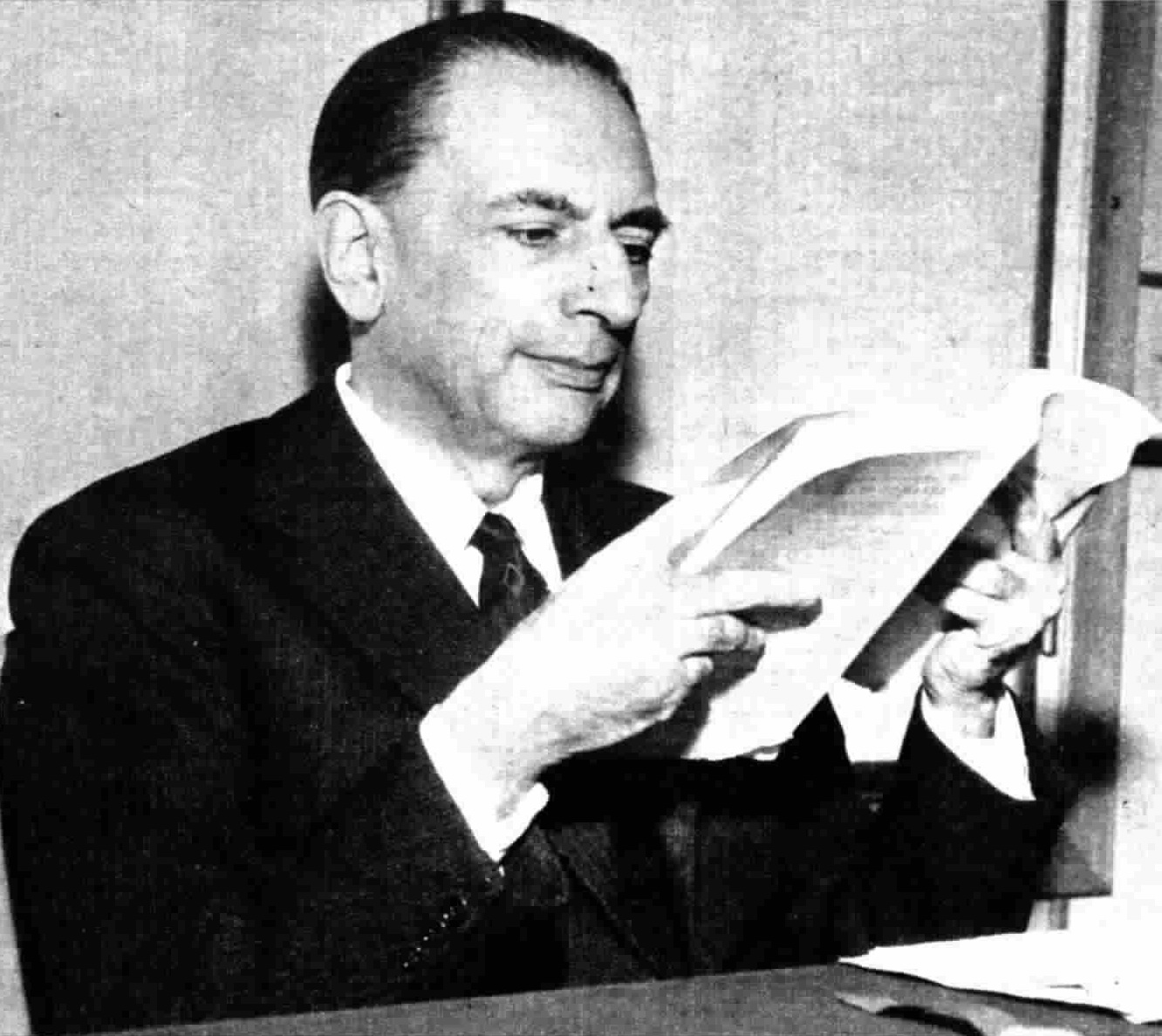
Giacomo Devoto (1969)

Giacomo Devoto (* 19. Juli 1897 in Genua; † 25. Dezember 1974 in Florenz) war ein italienischer Linguist, Romanist und Lexikograf.

## Leben und Werk
Devoto promovierte 1920 in Pavia und studierte in Berlin, Basel und Paris (bei Antoine Meillet). Von 1924 bis 1935 lehrte er Vergleichende Sprachwissenschaft an verschiedenen italienischen Universitäten, von 1935 bis zu seiner Emeritierung als Ordinarius an der Universität Florenz, der er auch als Rektor diente. 1939 gründete er mit Bruno Migliorini die Zeitschrift Lingua Nostra.

Devoto war ab 1948 Präsident der Accademia Toscana di Scienze e Lettere "La Colombaria", ab 1963 der Accademia della Crusca, ab 1965 Mitglied der Bayerischen Akademie der Wissenschaften, ab 1967 der Académie des Inscriptions et Belles-Lettres und ab 1970 der Académie royale des Sciences, des Lettres et des Beaux-Arts de Belgique. Der Accademia dei Lincei gehörte er seit 1949 als korrespondierendes, ab 1956 als Vollmitglied (socio nazionale) an. Er war siebenfacher Ehrendoktor.

## Schriften
Monographien
- Gli antichi italici, Florenz 1931, 3. Auflage 1967
- Storia della lingua di Roma, Bologna 1940 (deutsch: Geschichte der Sprache Roms, übertragen von Ilona Opelt, Heidelberg 1968)
- Studi di stilistica, Florenz 1950
- I fondamenti della storia linguistica, Florenz 1951
- Profilo di storia linguistica italiana, Florenz 1953, 4. Auflage 1964
- Scritti minori, 3 Bände, Florenz 1958, 1967, 1972
- Nuovi studi di stilistica, Florenz 1962
- Le origini indoeuropee, Florenz 1962, 2. Auflage, hrsg. von Fabrizio Sandrelli, Padua 2008
- Vossler und Croce. Ein Kapitel aus der Geschichte der Sprachwissenschaft, München 1968
- mit Gabriella Giacomelli: I dialetti delle regioni d'Italia, Florenz 1972
- Il linguaggio d' Italia. Storia e strutture linguistiche italiane dalla preistoria ai nostri giorni, Mailand 1974

Wörterbücher
- Avviamento alla etimologia italiana. Dizionario etimologico, Florenz 1966 (zahlreiche Neudrucke)
- mit Giancarlo Oli: Vocabolario illustrato della lingua italiana, 2 Bände, Mailand 1967 (Nuovo vocabolario illustrato della lingua italiana, edizione a cura di Gian Carlo Oli e Lorenzo Magini, Mailand 1987, Nuovissimo vocabolario illustrato, 1997)
- mit Giancarlo Oli: Dizionario della lingua italiana, Florenz 1971, (1990, 1995, 2000, 2004), Il Devoto-Oli 2007. Vocabolario della lingua italiana, 2006, Il Devoto-Oli 2011, a cura di Luca Serianni e Maurizio Trifone, 2010, künftig jährlich
- mit Giancarlo Oli: Vocabolario della lingua italiana, Florenz 1979 (1995, Nuovo Devoto Oli compatto. Dizionario fondamentale della lingua italiana, Florenz 2001, Il devotino. Vocabolario della lingua italiana, 2007)